# I dialoghi delle Carmelitane (film 1960)
I dialoghi delle Carmelitane (Le dialogue des Carmélites) è un film del 1960 diretto da Raymond Leopold Bruckberger e Philippe Agostini.
La pellicola è tratta dall'omonima pièce teatrale di Georges Bernanos (a sua volta basata sul racconto L'ultima al patibolo di Gertrud von Le Fort) e secondo Mereghetti «risente della sua origine teatrale», tuttavia gli eredi di Bernanos fecero causa alla produzione del film per non aver rispettato il testo della pièce.
La storia narra la vicenda delle sedici Martiri di Compiègne, condannate a morte e giustiziate tramite ghigliottina il 17 luglio 1794, a Parigi.

## Trama
Durante i difficili anni della Rivoluzione francese, la giovane nobildonna Bianca, su consiglio del padre, il marchese de la Force, decide di entrare nel convento di clausura delle Carmelitane di Compiègne. La necessità di trovare un rifugio sicuro si accompagna a una certa vocazione religiosa, ma, nonostante questo, Bianca ha paura di affrontare i sacrifici e la sofferenza e teme di non essere all'altezza della sua scelta.
Ben presto le autorità rivoluzionarie e il popolo cominceranno a infastidire le monache, accusate di essere delle reazionarie, nemiche della patria, che accaparrano ricchezze e danno ospitalità ai fuggiaschi. Costrette ad abbandonare il convento, le monache fanno voto di essere disposte a sacrificare la loro vita affinché la religione cattolica possa sopravvivere in Francia.
Disperse in piccoli gruppi, verranno quasi tutte arrestate, giudicate colpevoli e condannate a morte. Il corteo che le accompagna alla Piazza del Trono Rovesciato, dove avverrà l'esecuzione, attraverserà le strade di Parigi tra preghiere, benedizioni e canti religiosi. Bianca de la Force, con coraggio, salirà sul patibolo al posto di Madre Maria dell'Incarnazione, che sarà l'unica a salvarsi e che da sola dovrà continuare a praticare l'insegnamento del Carmelo.

## Riconoscimenti
- Fotogramas de Plata Jeanne Moreau (miglior interprete film straniero)
- Sant Jordi Awards, André Bac (per la fotografia)